# Batalla de Montreuil-Bellay

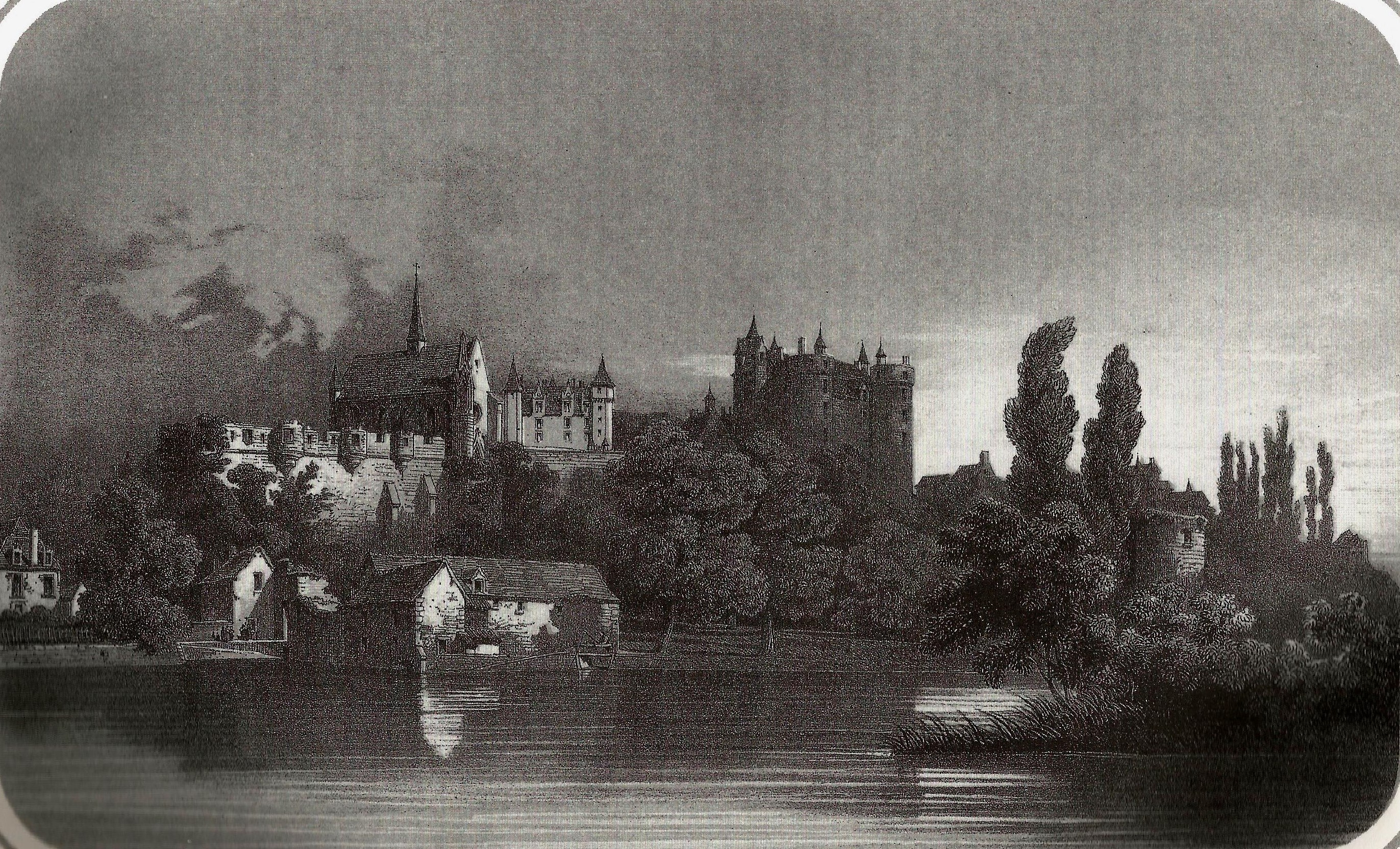
The Vendée Album, il·lustració de les històries de la Vendée militar

Batalla de Montreuil-Bellay Aquesta batalla va tenir lloc la nit del 8 al 9 de juny de 1793 durant la revolta de La Vendée. Acaba amb la victòria dels Vendéans que embosquen a Montreuil-Bellay a les tropes republicanes que han marxat per reforçar Saumur.

## Preludi
Després de la presa de Doué pels vendens el 7 de juny, els republicans de Saumur esperaven ser atacats. El consell de guerra envia l'ordre al general Salomon, a Thouars, d'anar immediatament a Saumur amb les seves tropes per reforçar la seva guarnició. Aquest últim va rebre el despatx el 8 de juny, a les 3 de la tarda, i va posar en marxa les seves tropes. Tanmateix, els dirigents de la Vendée van ser informats d'aquest moviment i van posar una emboscada a Montreuil-Bellay. Segons Victòria de Donnissan de La Rochejaquelein, és el seu pare, Guy Joseph de Donnissan, qui endevina l'arribada de reforços republicans al costat de Thouars. Per al cap de la Vendée Bertrand Poirier de Beauvais, la trobada és una qüestió d'atzar.

## Forces en presència
Segons Savary, la columna de Salomó comptava amb 3.600 homes amb quatre canons. Per a Émile Gabory, els republicans eren 5.000, entre els quals 500 de cavalleria, amb sis canons. Per a Simone Loidreau i Yves Gras, són 3.500. La cavalleria està formada per elements de la 35a divisió de gendarmeria muntada.
Les forces de la Vendée que es mouen a Saumur tenen entre 20.000 i 30.000 homes. Tanmateix, només se'n desenganxa una part per ser enviada a Monteuil. El nom del comandant situat al capdavant d'aquest destacament varia segons les fonts: per a Bertrand Poirier de Beauvais és Fleuriot, que comanda l'exèrcit de Bonchamps, ferit, i per a Boutillier de Saint-André és Henri de La Rochejaquelein. Segons Jean Tabeur, les forces de la Vendée presents a Montreuil estaven comandades per Cathelineau, Beauvollier i des Essarts.

## Procés
La batalla va començar cap a les 20:00 o a la nit. Els Vendeans ocupen una bona posició en un altiplà vorejat de gorges, al costat del contrari. Revelen l'emboscada mitjançant una descàrrega de metralla prop de la porta principal de la ciutat. Passada la mitjanit, després de més de quatre hores de combat, els insurgents completen un moviment giratori i assalten els patriotes pels seus flancs. Els carreters van tallar les línies dels cavalls i van fugir, abandonant diversos canons i carruatges. Salomó dona l'ordre de retirar-se i els republicans recorren a Thouars, on arriben a les 4 del matí. No es van aturar aquí i després van passar a Parthenay i Niort.

## Pèrdues
Salomó calcula que va perdre uns 200 homes, morts o ferits. Rossignol, per la seva banda, fa una valoració de 102 morts pels patriotes contra 4.000 morts entre els insurgents. Els republicans també van deixar dos canons, 900 presoners i 600 desertors. El líder de la Vendée, Bertrand Poirier de Beauvais, per la seva banda, afirma que 4.000 republicans van ser assassinats. Per a la marquesa La Rochejaquelein, les pèrdues dels republicans són grans, però els vendeans també estan perdent "gent en aquest afer perquè, lluitant de nit, ens disparàvem uns als altres". Segons Savary, els patriotes van deixar dos canons, però la pèrdua en homes no va ser considerable.